# Brad Anderson
Brad Anderson, född 1964 i Madison, Connecticut, är en amerikansk regissör.

## Filmografi
- 1998 – Next Stop Wonderland
- 2000 – Lyckliga tillfälligheter
- 2001 – The Asylum - Dödens Salar
- 2004 – The Machinist
- 2006 – Masters of Horror - Sounds Like
- 2008 – Transsiberian
- 2008 – Spooked
- 2010 – Försvunnen
- 2013 – The Call